# ぐたく
ぐたく（1981年3月15日 - ）は、日本の元お笑い芸人。本名及び旧芸名、唐沢 拓磨（からさわ たくま）。
東京都出身。かつての所属事務所はげんしじん事務所。

## 人物
東京都立西高等学校を卒業し一浪後、東京大学理科2類に入学し、その後東京大学教養学部に進学するも笑いの道を進むため中退した。東京大学出身の芸人は、ぐたくと藤本淳史（田畑藤本）、平井邦明（ボーナストラック）、栗栖公一（マロンフェスタ）、石井てる美など10人にも満たない。
2003年1月に渡辺剛太と共にコンビ「レム色」を結成し、青の服を着て主に回文を元にネタを繰り広げていたが2008年3月31日をもってレム色は解散。以後、相方の渡辺は笑いの世界を引退したが、ぐたくはピン芸人として再スタートした。当初は本名で活動をしていたが、その後ぐたくという芸名で活動している。尚、この芸名は先輩につけてもらったもので、本人も由来を知らないらしいが、「愚直な拓磨」という由来とのこと。
趣味としてマイナースポーツであるラケットボールをしており、その腕前は学生時代大会で結果を残すなど確かなものがある。
M-1グランプリ2009では、同じ事務所所属芸人のADマーフィーとコンビ『ヒポクリ』を組んで出場したが、一回戦敗退。
2009年11月、12月は元「いけないパラダイス」のヨナとユニット「ピンクノイズ」。2010年4月からはヨナの「いけないパラダイス」時代の相方、スターライト永留とのユニット「バースデーパーティーズ」としても活動。げんしじん事務所を退所しフリーとして活動するが、その後は活動が見られなくなり、2023年時点で消息は不明となっている。

## 活動・芸風
- 一発ギャグとして主に「○○な（健康的など）おなら」と言う野菜の名前を掛けたネタがある。
- 『あらびき団』では「天保山ネタ」を披露し司会の東野幸治から「本日のベストオブあらびき」と評された。
- 東大中退という高学歴から『熱血!平成教育学院』にも出演していた。ちなみに、初出演の回では「芸人にしては受け答えが普通」と言われてしまった。
- 先輩芸人からは、レム色時代と比べられてか「お前は絶対に売れない」「芸人を名乗るにはネタが酷過ぎる」と酷評されたことがあるという。なお、レム色時代の回文ネタは絵・ネタ共に元相方の渡辺が考えていた。

## 出演

### テレビ
- 熱血!平成教育学院（フジテレビ、2008年10月26日、12月14日、2009年4月12日、9月27日、2010年4月4日
- 平成教育学院☆放課後（BSフジ）
- あらびき団（TBS）

### ライブ
- げんしじん事務所主催

「雑音フェティッシュ」
「P級サマンサ」
「新薬芸品バイパス」
「爆笑あまにゃま寄席」
- 「バカ爆走」
- 「お笑いフューチャーズLIVE」他